# النقيرة (عمان)
النقيرة منطقة سكنية تقع في لواء الموقر، محافظة العاصمة في الأردن. تنتمي المنطقة لقضاء الموقر الذي يضم 15 منطقة. يقدر عدد سكانها بـ 3769 نسمة حسب إحصاء 2015.

## الوصلات الخارجية
- دائرة الاحصاءات العامة